# 光秀寺 (さいたま市)
光秀寺（こうしゅうじ）は、埼玉県さいたま市岩槻区にある曹洞宗の寺院。

## 歴史
1564年（永禄7年）、三上三郎左衛門の開基である。三郎左衛門は岩付城（後の岩槻城）城主太田氏房の家臣である。久喜市の霊樹寺の末寺であった。
1591年（天正19年）に、徳川家康より寺領3石が安堵された。明治になり、一旦寺領は召し上げられたが、後に寺院維持の財産とすべく払い下げを受けた。
1885年（明治18年）に火災に遭い、建物を焼失した。境内に植わっていたカヤの木も幹の上部を焼失したが、枯死せずに済んでいる。この木はさいたま市の天然記念物に指定されている。
1974年（昭和49年）、地蔵菩薩像「交通安全・秀光地蔵菩薩」が造立された。これは前年に交通事故で亡くなった秀光和尚の菩提を弔い、交通安全を祈願するために建てられた。

## 文化財
- 光秀寺のカヤの木（さいたま市指定天然記念物 昭和53年3月29日指定）[4]

## 交通アクセス
- 浦和美園駅より徒歩28分。